# Sofie Ribbing

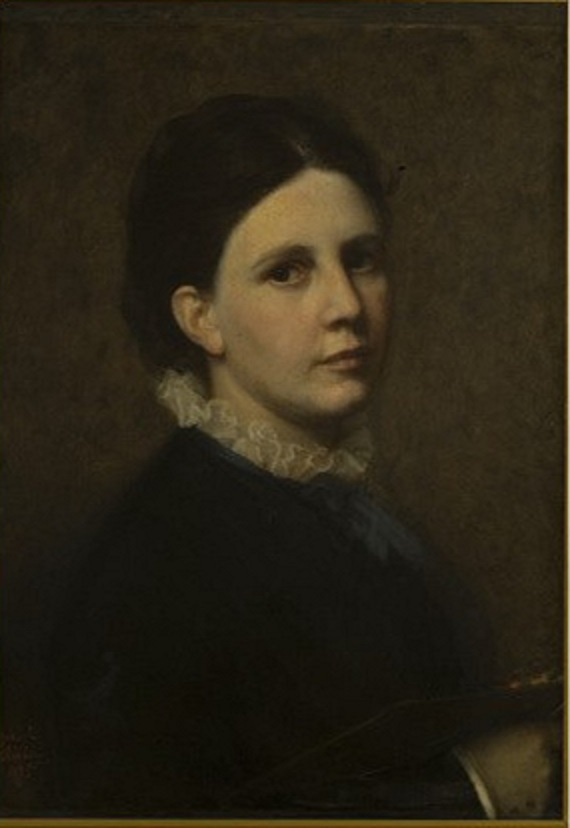
Sofie Ribbing, Selbstporträt, 1865, Uffizien

Sophia Amalia Ribbing (* 6. März 1835 in Adelöv, heute Tranås, Småland, Schweden; † 7. Dezember 1894 in Christiania, Norwegen) war eine schwedische Porträt- und Genremalerin der Düsseldorfer Schule.

## Leben
Ribbing, Spross des schwedischen Adelsgeschlechtes Ribbing, war eines von sieben Kindern des Kreisrichters und Großgrundbesitzers Per Arvid Persson Ribbing (1794–1865) und dessen Ehefrau Carolina Augusta Ehrencrona (1804–1875). Der Sohn ihrer Tante Ebba Sofia Ribbing (1790–1883) war der schwedische Landschaftsmaler Olof Hermelin. In den 1850er Jahren besuchte sie eine Kunstschule in Stockholm. Anschließend bildete sie sich bis zum Ende der 1850er Jahre in Düsseldorf bei Karl Ferdinand Sohn aus, danach bis in die 1860er Jahre in Paris bei Jean-Baptiste-Ange Tissier (1814–1876) und in Brüssel bei Louis Gallait. In Düsseldorf war sie auch wegen ihres „echt griechischen Profils“ geschätzt. Etwa Mitte der 1860er Jahre hatte sie ein Atelier in den Räumen des Schlosses Christiansborg in Kopenhagen. In dieser Zeit riet sie der dänischen Malerin Catherine Engelhart, sich ebenfalls in Brüssel und Düsseldorf ausbilden zu lassen. Lange lebte Ribbing in London, 1871 in Den Haag, in den 1880er Jahren zusammen mit Agnes Börjesson in Rom. Ribbing galt als sehr schön, gleichwohl blieb sie zeitlebens unverheiratet.
Ribbing nahm an den Kunstausstellungen der Stockholmer Akademie teil. 1871 stellte sie in Amsterdam aus, 1872 und 1888 in der Königlich Dänischen Kunstakademie, außerdem in der Royal Academy of Arts in London. Als ihr Hauptwerk, gleichzeitig als ein Hauptwerk der schwedischen Malerei des 19. Jahrhunderts, gilt das 1864 in der Tradition der Düsseldorfer Schule geschaffene Doppelporträt Zeichnende Jungen (Ritande gossar).

## Werke (Auswahl)

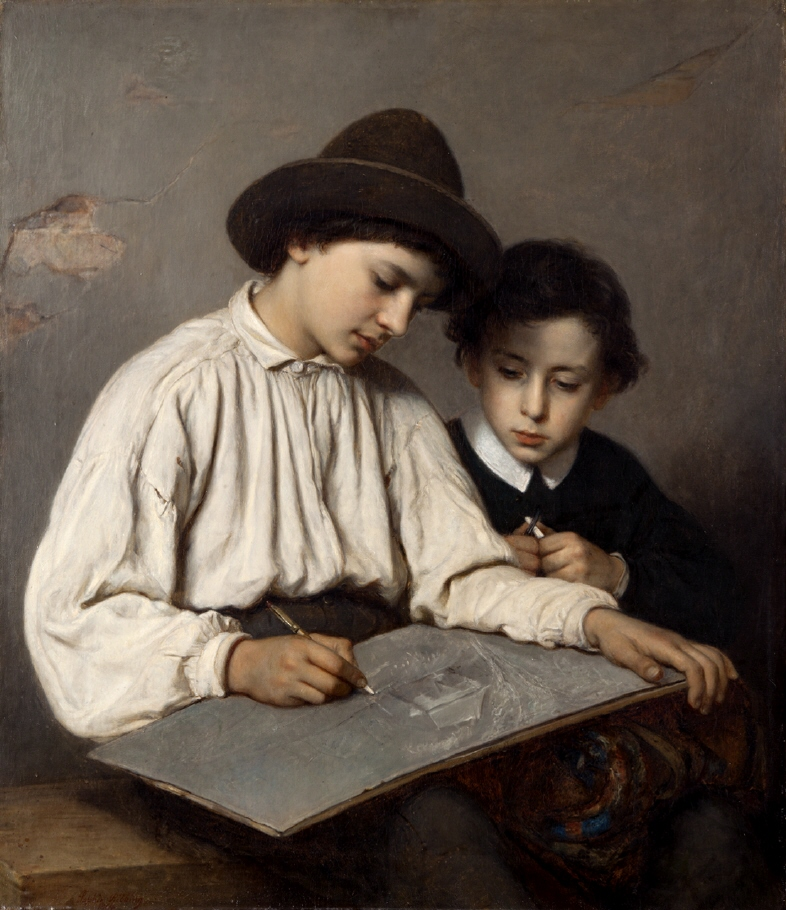
Zeichnende Jungen (Ritande gossar), 1864

- Rembrandts Selbstbildnis, Kopie, 66,5 × 53,5 cm, Göteborgs Konstmuseum[4]
- Männliches Bildnis, Kopie nach Andrea del Sarto, 54 × 46 cm, Göteborgs Konstmuseum[5]
- Selbstporträt, Studie um 1861, Nationalmuseum Oslo
- Studienkopf (Carminello von der spanischen Treppe), Rom, ca. 1860/62, 55 × 44 cm. Oslo, Nationalgalerie[6]
- Ritande gossar (Zeichnende Jungen), 1864, Öl/Lwd., 91,5 × 79 cm, sign.: Sophie Ribbing 1864, Göteborgs Konstmuseum, Inv.nr. GKM 0046[7]
- Selbstporträt, 1865, Uffizien Florenz Uffizien Florenz[8][9]
- Den öfvergifna (Die Verlassenen), 1869, Göteborgs Konstmuseum
- Bildnis Arnoldina Wilhelmina Stratenus, 1871, Privatbesitz
- En neapolitansk hyrde, der spiller på sækkepibe (Neapolitanischer Hirte, die Sackpfeife spielend), 1872, Öl/Lwd., 68 × 58 cm (Farbabb.: artnet)
- Bildnis des Komponisten Nils Ravnskilde, 1876, Hillerød, Det Nationalhistoriske Museum på Fredriksborg
- Den lille honsepigen, 1882, Öl/Lwd., 117 × 90 cm (Farbabb.: artnet)
- Bildnis Helena Nyblom, geborene Roed, Stockholm, Schwedisches Nationalmuseum
- Italienisches Mädchen, 45,5 × 31,5 cm; unbezeichnet. Oslo, Nationalgalerie[10]
- Neapolitanska tiggarbarn (Neapolitanisches Bettelkind)
- Fågelboet (Vogelnest)